# دی‌سیکلوهگزیل‌اوره
دی‌سیکلوهگزیل‌اوره (به انگلیسی: Dicyclohexylurea) یک ترکیب شیمیایی با شناسه پاب‌کم ۴۲۷۷ است. 